# Печорский угольный бассейн
Печорский угольный бассейн — угольный бассейн, расположенный на западном склоне Полярного Урала и Пай-Хоя, в республике Коми, в районе города Воркута.
Общая площадь бассейна составляет около 90,1 тыс км². Общие геологические запасы исчисляются в 7,2 млрд тонн. Шахты расположены в основном в Воркуте и Инте. Добывается около 13 млн тонн угля в год. (В советское время в Воркуте  добывалось 21 млн тонн в год и в Инте - 9 млн тонн.)  Потребителями угля являются предприятия европейского севера России. До 2000 года весь уголь добывался дорогим подземным способом. Глубина добычи от 400 до 1200 м — это глубже, чем в Кузбассе. Пласты средней мощности 1,53 м (в Кузбассе — 1,85 м). Угли дорогие по причине высокой себестоимости, так как шахтеры имеют «северные надбавки» к зарплате.
В июле 2000 года начал работу Разрез «Юньягинский», который стал первым и до сих пор единственным в мире предприятием, добывающим уголь открытым способом в условиях Крайнего Севера (за Полярным Кругом). Ранее такой способ разработки в условиях Заполярья считался невозможным.
На территории Печорского угольного бассейна достаточно острая экологическая ситуация. Идет комплексное нарушение земель, деградация естественных кормовых угодий, истощение водных ресурсов и нарушение гидрологического режима подземных и поверхностных вод, загрязнение воздушного бассейна твердыми и газообразными вредными веществами при применении существующих технологических процессов добычи, переработки и сжигания твердого топлива. Атмосферный воздух также претерпевает изменения в процессе проветривания шахт. Изменения состава воздуха сводятся к уменьшению содержания кислорода и увеличению содержания углекислого газа, азота, а также к появлению вредных газов и пыли. 
Проблемы бассейна связаны с трудностями реализации дорогого угля, а также с суровыми климатическими условиями Приполярья и Заполярья. Экологические проблемы связаны с использованием терриконов. Люди уезжают из Воркуты в более благоприятные для жизни районы. Бассейн имеет небольшие перспективы развития из-за высокой себестоимости угля.

## История освоения
Существование Печорского угольного бассейна предсказал А. А. Чернов. Летом 1930 г. при подъёме по реке Воркута геологом Г. А. Чeрновым были найдены коксующиеся, высококалорийные угли. Добыча ведется с 1931 года.
В 1970-м министр геологии А. В. Сидоренко вручил Г. А. Чернову диплом и нагрудный знак «Первооткрыватель месторождения». В 2007 году В. В. Путин подписал Указ о награждении Г. А. Чернова орденом «За заслуги перед Отечеством» 4-й степени.

## Характеристики бассейна
Содержит в себе два вида угля: коксующийся и антрацит. Расположен он в северном экономическом районе, часть его находится за пределами полярного круга. Запасы угля составляют примерно 7,2 миллиардов тонн, или 9% от всех запасов России. Площадь бассейна составляет примерно 90 тысяч км². Мощность пластов до 1.6 метра. Перевозка осуществляется по всем северным железным дорогам. Условия добычи сложные: пласты проседают, изгибаются, ломаются. Вследствие чего стоимость угля выше, чем на юге России.

## Предприятия по добыче угля
Предприятия по добыче и переработке угля объединены в две компании: Воркутауголь (в основном) и Интауголь (с декабря 2019 года находится в стадии банкротства).
Добывающие шахты Печорского угольного бассейна: 
- Шахта «Воргашорская»;
- Шахта «Воркутинская»;
- Шахта «Заполярная»;
- Шахта «Комсомольская»;
- Шахта «Северная» (законсервирована после аварии в 2016г);
- Угольный разрез «Юньягинский»;
- Шахта «Интинская» (закрыта с 2019 г.).